# 狩人の星座
『狩人の星座』（かりゅうどのせいざ）は、里中満智子による日本の漫画。

## 概要
女性週刊誌『ヤングレディ』（講談社）にて1979年から1981年まで連載された。
雑誌編集者榊瑠衣子（さかきるいこ）とルポライター壬生慎介（みぶしんすけ）の愛の行方と、
瑠衣子を含む12人12星座の女たちの姿を描く。
1982年、第6回講談社漫画賞を受賞。占星術監修・英瑛（はなぶさ・えい）。

## 主な登場人物
榊瑠衣子
主人公、女性週刊誌『キャリアガール』の編集者。壬生にひそかに好意を寄せるが素直になれない。昭和28年5月24日22時43分東京生まれのふたご座、上昇宮はみずがめ座。
壬生慎介
フリーのルポライター。女にモテるが無愛想で口が悪く女心を理解せず、結婚願望は皆無。瑠衣子に好意を持つ。昭和27年12月19日10時すぎ東京生まれのいて座、上昇宮はみずがめ座。
吾妻健太
ひょんな事から壬生のマンションに居候することとなった青年。西洋占星術の知識があり、登場人物の多くを占う。瑠衣子の依頼で『キャリアガール』に連載を持つようになり、ケン＝吾妻のペンネームでプロの占い師としてデビューする。お人よしで料理上手、仕事に対しては一生懸命で良心的。うお座。
尾形
瑠衣子の上司。瑠衣子に対して征服欲を抱き、色々と卑劣な策を練る。
末永
尾形の後任。38歳独身で暖かく誠実な人柄。瑠衣子にプロポーズする。
小林
『週刊時報』の記者を辞め、壬生が立ち上げた事務所に移動する。

## ストーリー
第1章 しし座の由起
田島由起　数多くの男性と浮名を流す、離婚直後の女優。不感症であることに女としてコンプレックスを持っている。昭和26年7月25日東京生まれ、上昇宮しし座。
第2章 かに座の潤子
松田潤子　瑠衣子の同僚の編集者。暖かい家庭への憧れが強く、恋愛イコール結婚と考える。意中の男性にはよく尽くし世話を焼く性質で、壬生に良い奥さんになるとアピールする。昭和31年7月12日午前1時半高知生まれ、上昇宮おうし座。
第3章 てんびん座の清香
内海清香　瑠衣子たちが原稿を依頼する作家の娘、女子大生。壬生に一目惚れしアタックするが子ども扱いされる。昭和34年10月13日16時東京生まれ、上昇宮うお座。
第4章 おうし座の操
操　クラブの人気ホステス。愛よりお金が大事と割り切っている。自分の特集記事を書いて欲しいと壬生に持ちかけるが、婚約者のいる会社御曹司との関係を暴露され捨てられる。昭和32年5月7日15時大阪生まれ、上昇宮てんびん座。
第5章 みずがめ座の奈見子
正木奈見子　郵政大臣の娘。操の恋人と婚約していたが、婚約破棄になった事を喜んでいる。女性を愛するが報われず苦しむ。自分の父と壬生の父に昔関係があったと気付き、探りを入れる。昭和33年2月4日午後5時広島生まれ、上昇宮やぎ座。（※この日でこの時間では上昇宮やぎ座とはならず、午前5時の誤植と思われる）
第6章 いて座の花苗
山村花苗　家に帰らず夜の街をさまよう16歳高校一年生。売春をしていて、複数回の中絶経験がある。両親に愛されずに育った寂しがり屋で、その境遇に同情した健太と愛し合うようになる。
第7章 おとめ座の涼子
小川涼子　スタイリスト。潔癖で細部にまで心を込めて仕事をするが、それを他者にも求める。瑠衣子の妊娠に気付くが、その子供の父親が既婚者の尾形であると誤解し、不倫は許せないという義憤から職場に噂を流し尾形の妻にも告げ口する。
第8章 さそり座の理恵
理恵　壬生の昔の彼女。翻訳の仕事をしている。瑠衣子と別れたばかりの壬生に取り入り、最初は割り切った身体の関係を続けるが、のちに壬生には内緒で自分との婚姻届を出す。昭和27年11月12日7時30分神戸生まれ、上昇宮いて座。
第9章 おひつじ座の律子
小泉律子　壬生と復縁した瑠衣子を訴えるために理恵が依頼した弁護士。仕事をする女性の甘えにも、結婚で男性の勝手で女性が泣かされるのにも憤りを感じている。最初は瑠衣子を敵視するが、理恵が告訴を取り下げたのちに、三人で親友になる。
第10章 うお座の円
五十嵐円　ひき逃げされた壬生が搬送された病院の看護師。結婚を約束していた同僚の医師に裏切られ、復讐のために医療事故に見せかけ壬生を殺そうとする。
第11章 やぎ座の美鳥
尾瀬美鳥　壬生の立ち上げた事務所に入ったライター見習い。ルポライターとしての壬生を尊敬し、恋愛対象としても狙っている。仕事に野心を持ち、人生設計をしっかり考えている。昭和37年1月4日東京生まれ、上昇宮いて座。
第12章 ふたご座の瑠衣子